# Aridelus miccus
Aridelus miccus är en stekelart som beskrevs av Wang 1985. Aridelus miccus ingår i släktet Aridelus och familjen bracksteklar. Inga underarter finns listade.